# Aravind Joshi
Aravind Krishna Joshi (en Marathi: अरविंद कृष्‍ण जोशी), né le 5 août 1929 à Pune en Inde et mort le 31 décembre 2017 à Philadelphie, était un universitaire spécialiste de linguistique informatique, connu pour la définition du formalisme des grammaires d'arbres adjoints utilisées en linguistique informatique et traitement automatique du langage naturel. Aravind Joshi était professeur d'informatique et de sciences cognitives, titulaire de la chaire Henry Salvatori (en), au département d'informatique de l'université de Pennsylvanie.

## Carrière professionnelle
Joshi étudie à l'Université de Pune et au Indian Institute of Science. Il y obtient respectivement une licence en ingénierie, en électrotechnique, et un master en ingénierie des communications. Il travaille ensuite comme ingénieur chez RCA à Camden, au New Jersey, de 1954 à 1958, tout en préparant un autre master en électrotechnique à l'université de Pennsylvanie. Il est ensuite assistant de recherche en linguistique à l’université de 1958 à 1960, et il y obtient en 1960 un doctorat en électrotechnique.
Il est nommé professeur assistant, puis professeur associé au département d'électrotechnique jusqu'en 1972, où un département d’informatique et de sciences de l'information est créé. Il en prend la direction comme professeur titulaire, poste qu'il occupera jusqu'en 1985.
En 1979 il est cofondateur, avec la psycholinguiste Lila Gleitman, de l'institut de recherche en sciences cognitives de l'université de Pennsylvanie. En 1983, il se voit attribuer la chaire Henry Salvatori en informatique et sciences cognitives. En 1991 est créé un National Science Foundation Science and Technology Center pour la recherche en sciences cognitives, codirigé par Aravind Joshi jusqu'en 2001. Ce centre est une institution unique en son genre, caractérisée par une interaction forte entre informatique, linguistique et psychologie.

## Travaux scientifiques
Aravind Joshi a travaillé en théorie des langages formels, analyse syntaxique et génération, automates d'arbres, logiques d'information partielle, interfaces en langage naturel aux systèmes d'information, la grammaire de dépendances à longue distance, extraposition, dépendances imbriquées et croisées, la coordination et même le mélange de code, un genre de discours qui se produit lorsque l’on commence une phrase dans une lange et y terminar en una otra. Aravind Joshi a contribué de manière fondamentale à la linguistique informatique dans deux directions : l'importance du discours, une théorie qui combine une information locale grammaticale avec une structure plus globale qui reflète la hiérarchie des informations du discours, et les grammaires d'arbres adjoints abrégé en TAG. C'est un modèle dont la puissance de génération le situe entre les langages non contextuels et les langages contextuels. Ces grammaires se sont révélées être un modèle qui a des applications nombreuses. De plus, le formalisme est équivalent à d'autres modèles, comme les Head grammar (en) de Carl Pollard.

## Publications (sélection)
- Rashmi Prasad, Bonnie Webber et Aravind Joshi, « Reflections on the Penn Discourse TreeBank, Comparable Corpora, and Complementary Annotation », Computational Linguistics, vol. 40, no 4,‎ décembre 2014, p. 921-950 (DOI 10.1162/coli_a_00204).

- Aravind K. Joshi, Leon S. Levy et Masako Takahashi, « Tree adjunct grammars », Journal of Computer and System Sciences, vol. 10, no 1,‎ février 1975, p. 136-163 (DOI 10.1016/s0022-0000(75)80019-5).

- David J. Weir, K. Vijay-Shanker et Aravind K. Joshi, « The Relationship Between Tree Adjoining Grammars And Head Grammars », dans 24th Annual Meeting of the Association for Computational Linguistics, Columbia University, New York, ACL, 1986, p. 67-74,

- K. Vijay-Shanker, David J. Weir et Aravind K. Joshi, « Characterizing Structural Descriptions produced by Various Grammatical Formalism », dans 25th Annual Meeting of the Association for Computational Linguistics, Stanford University, Stanford, ACL, 1987 (lire en ligne), p. 104-111

- Aravind K. Joshi et K. Vijay-Shanker, « Parsing tree adjoining grammars », dans A Perspective in Theoretical Computer Science. Commemorative Volume for Gift Siromoney, World Scientific, coll. « Series in Computer Science Volume 16 », 1989 (DOI 10.1142/9789814368452_0006), p. 95-105

## Prix et récompenses
- 1971–72 : Bourse Guggenheim[4].
- 1976 : Fellow de l'Institute of Electrical and Electronics Engineers (IEEE).
- 1987 : Prix du meilleur article à la National Conference on Artificial Intelligence.
- 1990 : Fellow fondateur de l'Association for the Advancement of Artificial Intelligence (AAAI).
- 1997 : IJCAI Award for Research Excellence (en).
- 1998 : Fellowde l’Association for Computing Machinery
- 1999 : Membre de l’Académie nationale d'ingénierie des États-Unis.
- 2002 : Premier récipiendaire du Lifetime Achievement Award de l'ACL, prix remis à l’occasion de la rencontre du 40e anniversaire de l’association[5].
- 2003 : Prix Rumelhart.
- 2003 : Docteur honoris causa de l'Université Paris-Diderot[6].
- 2005 : Médaille Benjamin Franklin, « for his fundamental contributions to our understanding of how language is represented in the mind, and for developing techniques that enable computers to process efficiently the wide range of human languages.  These advances have led to new methods for computer translation. »[7].
- 2013 : Docteur honoris causa en mathématiques et physique de l'Université Charles de Prague[8]
- 2013 : Prix Sige-Yuki Kuroda du « special interest group » de mathématiques de la langue de l’ACL[3]